# Sons of Apollo
Sons of Apollo — американський супергурт, створений у 2017 році.
Музика гурту Sons of Apollo була класифікована як прогресивний метал, хард-рок.

## Історія
Шерініан і Портной разом грали в рок-гурті Dream Theater, з якого Шерініана попросили піти в 1999 році, а Портной пішов у 2010 році та знову приєднався у 2023 році.
Шихан і Портной створили рок-гурт The Winery Dogs разом з колишнім колегою Шихана по гурту Mr. Big, Річі Коценом (Richie Kotzen).
Портной, Шихан і Шерініан також працювали разом з Тоні МакАлпайном (Tony MacAlpine) над короткотривалим живим інструментальним проєктом PSMS. Через це Портной вважає МакАлпайна частиною історії гурту Sons of Apollo, а також «частиною великої родини».
Під час гастролей Шерініан попросив Портного приєднатися до нього в штатному проєкті. Портной погодився, коли з'явився вільний час у робочому графіку, і запропонував Джеффу Скотту Сото і Рону «Бамблфуту» Талу приєднатися до гурту. Оскільки вони раніше вже працювали з Бамблфутом у гурті Metal Allegiance і були знайомі з Сото з тих часів, коли сольний гурт Сото грав на відкритті кількох концертів гурту The Winery Dogs у Південній Америці.
У багатьох інтерв'ю учасники наполягали на тому, що супергурт був штатним гуртом, а не просто сайд-проектом.
Назву гурту запропонував Шерініан після того, як погортав список пропозицій Портного і побачив серед них слово «Аполлон». Він був обраний через те, що Аполлон був богом музики. Але оскільки вони підозрювали, що може існувати інший гурт під назвою Apollo, вони подумали про розширення назви, в результаті було обрано назву Sons of Apollo.
Їхній дебютний альбом «Psychotic Symphony» був спродюсований Портним та Шерініаном (під псевдонімом «The Del Fuvio Brothers») і був випущений 20 жовтня 2017 року на лейблі Inside Out Music/Sony Music.
30 серпня 2019 року гурт випустив свій перший концертний альбом «Live with the Plovdiv Psychotic Symphony», знятий наживо у Plovdiv Roman theatre у Пловдиві, Болгарія.
Їхній другий альбом «MMXX» вийшов 17 січня 2020 року.
В інтерв'ю We Go To 11, 13 жовтня 2023 року, Тал заявив, що гурт розпався, і сказав: «Коли спалахнула пандемія, не всі були на борту, щоб продовжувати рухатися вперед і працювати в цей час. […] Сподіваюся, усім сподобалося. Гурт вже в минулому.»
На початку 2024 року, у публікації у своєму акаунті в Instagram, Шерініан назвав альбом MMXX «другим і останнім альбомом гурту».
Згодом Шерініан і Тал створили новий гурт — Whom Gods Destroy.

## Учасники гурту

### Склад
- Джефф Скотт Сото (Jeff Scott Soto) — вокал, акустична гітара
- Рон «Бамблфут» Тал (Ron «Bumblefoot» Thal) — електрогітара, вокал
- Біллі Шихан (Billy Sheehan) — бас-гітара, вокал
- Дерек Шерініан (Derek Sherinian) — клавішні, струнні аранжування
- Майк Портной (Mike Portnoy) — ударні, перкусія, другий вокал

### Гастрольні учасники
- Феліпе Андреолі (Felipe Andreoli) — бас (2022) Mike Portnoy, Billy Sheehan, Derek Sherinian, Ron "Bumblefoot" Thal and Jeff Scott Soto

## Дискографія
Студійні альбоми
- Psychotic Symphony (2017)
- MMXX (2020)

Живі альбоми
- Live with the Plovdiv Psychotic Symphony (2019)

Мініальбоми
- Alive/Tengo Vida (2018)[13]

Сингли
- «Signs of the Time» (2017)
- «Coming Home» (2017)
- «Just Let Me Breathe (Live)» (2019)
- «Labyrinth (Live)» (2019)
- «Goodbye Divinity» (2019)
- «Fall to Ascend» (2019)
- «Desolate July» (2020)
- «Asphyxiation» (2020)